# Orhan Erdemir
Orhan Erdemir (* 29. Juni 1963 in Istanbul) ist ein ehemaliger türkischer Fußballschiedsrichter und -funktionär.
Erdemir leitete zwischen 1994 und 2005 insgesamt 136 Spiele in der türkischen Süper Lig. Mindestens zwei Mal wurde er beim Interkontinentalen Derby eingesetzt.
Am 25. März 1998 pfiff Erdemir das Final-Hinspiel des türkischen Fußballpokals 1997/98 zwischen Beşiktaş Istanbul und Galatasaray Istanbul (1:1).
Von 1999 bis 2002 stand Erdemir auf der Liste der FIFA-Schiedsrichter und leitete internationale Fußballspiele, unter anderem in der Europa League (sechs Einsätze), in der Qualifikation zur Champions League, in der europäischen WM-Qualifikation, in der EM-Qualifikation sowie diverse weitere Qualifikations- und Freundschaftsspiele. Bei der Junioren-Weltmeisterschaft 2001 in Argentinien pfiff Erdemir ein Gruppenspiel und ein Achtelfinale.
Zuletzt arbeitete Erdemir als Schiedsrichterbeobachter. Im Oktober 2024 wurde im Internet ein Sexvideo veröffentlicht, in dem er sowie die türkische Schiedsrichterin Elif Karaarslan zu sehen sein sollen. Daraufhin wurde Erdemir vom türkischen Fußballverband (TFF) lebenslang gesperrt.